# Moroista
Moroista (macedónul: Мороишта) település Észak-Macedóniában, a Délnyugati körzetben, Sztruga községben.

## Népesség
| Lakosok száma | 506  | 555  | 681  | 799  | 838  | 964  | 909  | 881  |
|               | 1948 | 1953 | 1961 | 1971 | 1981 | 1991 | 1994 | 2021 |

2002-ben 909 lakosa volt, akik közül 903 macedón, 4 szerb és 2 vlach.